# Harmothoe sinensis
Harmothoe sinensis är en ringmaskart som beskrevs av Barnich, Sun och Fiege 2004. Harmothoe sinensis ingår i släktet Harmothoe och familjen Polynoidae. Inga underarter finns listade i Catalogue of Life.